# Koluszki
Koluszki – miasto w woj. łódzkim, w powiecie łódzkim wschodnim, siedziba gminy miejsko-wiejskiej Koluszki. Miasto położone na Równinie Koluszkowskiej pomiędzy Wysoczyzną Rawską a wyniesieniami Garbu Łódzkiego – pozostałością plejstoceńskich lądolodów, na skraju źródłowego odcinka doliny rzeki Mrogi. Ośrodek przemysłowy (odlewnia). Lokalny ośrodek usługowy. Baza paliw płynnych, połączona rurociągiem z rafinerią w Płocku.
Według danych GUS 31 grudnia 2023 r. miasto miało 12 046 mieszkańców,.

## Położenie

Koluszki na tle Powiatu łódzkiego wschodniego

Koluszki leżą w historycznej ziemi łęczyckiej, w pobliżu dawnej granicy z województwem rawskim, stanowiącym część Mazowsza. Miasto łączy łagodne równiny Niżu Środkowo-Polskiego z falistymi wyniesieniami Garbu Łódzkiego – pozostałości dawnych lodowców. Dolina rzeki Mrogi rozcina tereny na północny zachód od miasta.
1 stycznia 2011 r. powierzchnia miasta wynosiła 9,9 km².
W latach 1975–1998 miasto administracyjnie należało do woj. piotrkowskiego.
Koluszki dzielą się na część wschodnią i zachodnią. Oś podziału stanowią linie kolejowe.
Głównym sposobem przedostawania się przez nie jest znajdujące się pod peronami najdłuższe w Polsce przejście podziemne PKP. Oprócz przejścia podziemnego istnieją tylko dwa sposoby przedostania się na drugą część Koluszek: wiadukt kolejowy (ul. Przejazd) i przejazd kolejowo-drogowy kategorii „A” (ul. Wyspiańskiego).

## Historia
- 1399 – pierwsza wzmianka o Koluszkach, kiedy to wieś Coluszcovice została zarejestrowana w księgach sądowych. Koluszki wchodziły w skład ówczesnego powiatu brzezińskiego należącego do województwa łęczyckiego.
- XIV/XV wiek – poprzez Koluszki przechodził ważny szlak handlowy zwany bałtycko-ruskim. Wiódł on od Łęczycy przez Brzeziny, Koluszki, Inowłódz, Opoczno do Sandomierza
- 1775 – w Koluszkach mieszka 41 osób w 13 domach
- 1790 – Koluszki posiadają 19 domów, młyn, browar, karczmę i tartak
- 1797 – w pobliżu osady powstały cztery kolonie czynszowe, w których zamieszkiwało 20 rodzin kolonistów niemieckich. Osady te to Katarzynów, Felicjanów, Stefanów i Słotwiny
- 1831 – powstaje część obecnych Koluszek – Kowalszczyzna, w której istnieje folwark i kolonia Wypalenisko
- koniec XIX wieku – wszystkie wyżej wymienione miejscowości weszły w skład osady Koluszki
- 2 września 1846 – po raz pierwszy z Koluszek do Piotrkowa Trybunalskiego wyrusza pociąg na linii Kolei Warszawsko-Wiedeńskiej
- 19 listopada 1865 – połączenie kolejowe Koluszek z Łodzią Fabryczną (Droga Żelazna Fabryczno-Łódzka). W 1863 roku pojawił się projekt budowy linii Rokiciny – Łódź – Kalisz, który został odrzucony. Powodem odmowy stała się doktryna wojenna Rosji, która zakładała, że dzięki rzadkiej sieci kolejowej na terenie Królestwa Polskiego ewentualny atak na Rosję będzie mocno spowolniony. Dopiero w 1864 roku wykonano projekt połączenia Łodzi z koleją Warszawsko–Wiedeńską, który zawierał również wariant jej ewentualnego przedłużenia do Kalisza. Projekt przyjęto, lecz jedynie w wariancie do Łodzi, bez pozwolenia na przedłużenie trasy. Według koncesji stacja węzłowa miała się znajdować między Rogowem a Rokicinami, a na ostateczną pozycję wybrano Koluszki. Koncesja obejmowała eksploatację linii przez kolejne 75 lat. Prace budowlane trwały trzy miesiące i zostały przeprowadzone w roku 1865, jednak pociągi pasażerskie ruszyły dopiero rok później. Przy budowie linii pracowało 2400 osób.
- od 1867 w Guberni Piotrkowskiej
- 1885 – budowa odnogi Drogi Żelaznej Iwangorodzko-Dąbrowskiej z Koluszek do Skarżyska Kamiennej przez Tomaszów Mazowiecki oraz wybudowanie linii kolejowej do Łodzi (Stacja Łódź Kaliska) i połączenie jej z Pabianicami, Zduńską Wolą, Kaliszem i Poznaniem
- koniec XIX wieku – po obu stronach linii kolejowej zaczęło rozwijać się budownictwo mieszkalne, w początkowym okresie bezplanowe i chaotyczne. Wytyczane ulice nie miały twardej nawierzchni i kanalizacji, jednak istniejące połączenie z ośrodkami miejskimi miało wpływ na dalszą rozbudowę Koluszek. Ulice: Brzezińska i 3 Maja stają się najważniejszymi ulicami osady. Wybudowano tu budynek stacyjny, wieżę ciśnień oraz budynki murowane z czerwonej cegły dla kolejarzy
- 1883 – w osadzie mieszkało 399 mieszkańców
- początek XX wieku – rodziny kolejarskie stanowią ok. 50% mieszkańców. Pozostałą grupę stanowią rolnicy, kupcy, rzemieślnicy oraz dojeżdżający do pracy w Łodzi
- 1904 – powstanie parafii rzymskokatolickiej pod wezwaniem Niepokalanego Poczęcia NMP. Pierwszym proboszczem zostaje ksiądz Ignacy Dąbrowski. Powstaje targowisko (wtorek staje się dniem targowym dla Koluszek)
- 1911 – w czerwcu powstaje Ochotnicza Straż Pożarna[7]
- 1914 – wybuch I wojny światowej zahamował rozwój osady – w listopadzie w okolicy bitwa pod Łodzią
- 1917 – Koło Polskiej Macierzy tworzy Koedukacyjne Gimnazjum i Liceum Humanistyczne
- 1921 – Koluszki liczą niespełna 1400 mieszkańców, z czego 29% stanowią Żydzi[8]
- 1930 – w osadzie Koluszki zamieszkiwało 3557 osób
- 1936 – na posiedzeniu Sejmiku Powiatowego w Brzezinach podjęto decyzję wystąpienia do władz wojewódzkich o powołanie miasta Koluszki

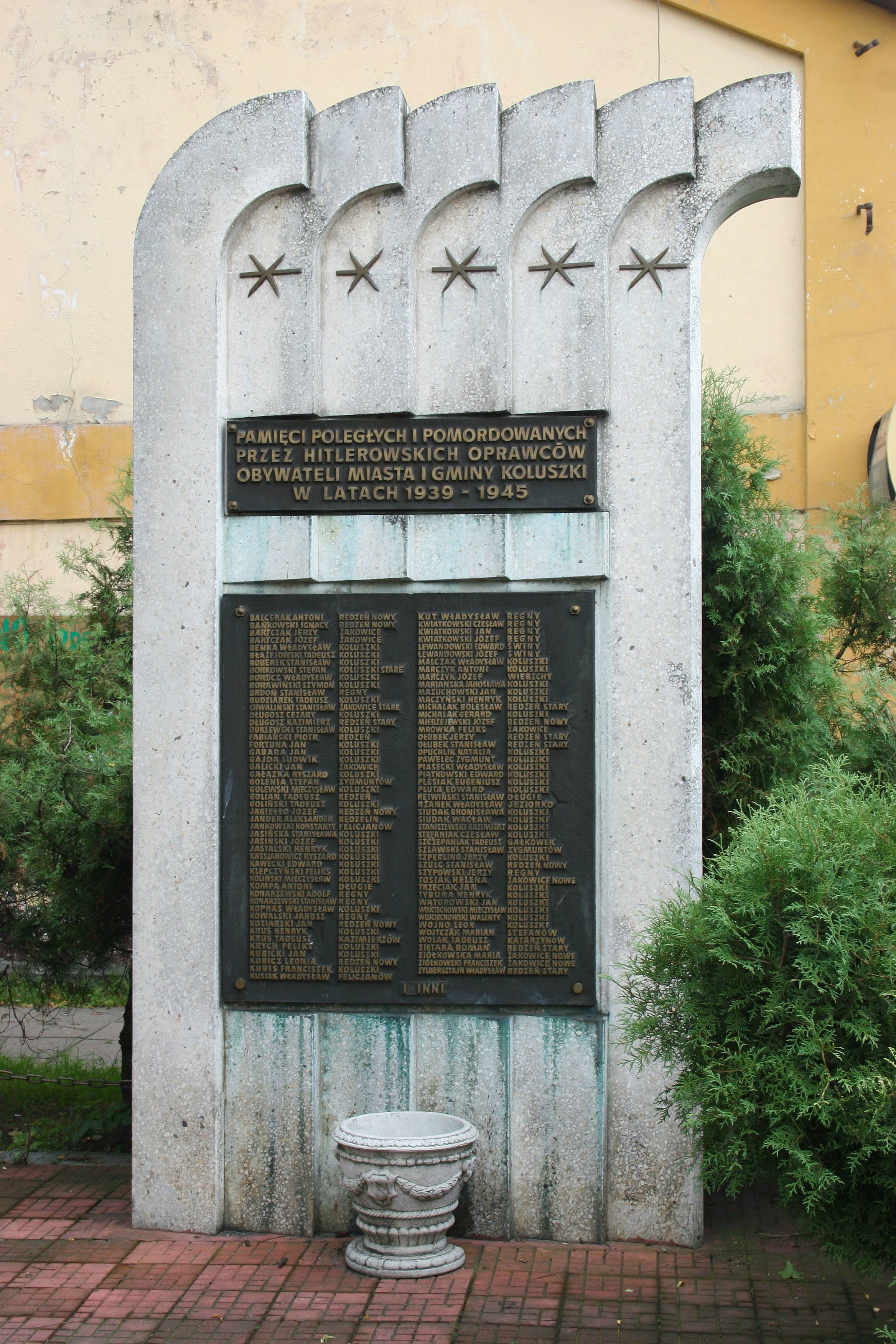
Pomnik pamięci poległych i pomordowanych w II wojnie światowej

- wrzesień 1939 – II wojna światowa: początek okupacji niemieckiej
- wiosna 1941 – utworzenie w Koluszkach przez Niemców getta dla ok. 2000 Żydów[8]. Przebywali w nim Żydzi z Koluszek, okolicznych wsi oraz ok. 200 osób z Tomaszowa Mazowieckiego[9]
- październik 1942 – wywiezienie Żydów do obozu zagłady w Treblince, gdzie zostali wymordowani[8]
- 18 stycznia 1945 – Armia Czerwona wkroczyła do miasta co zakończyło okres okupacji niemieckiej
- 28 kwietnia 1949 – nadanie gromadzie Koluszki-Kolonia praw miejskich, zmiana nazwy na Koluszki (najstarsza część Koluszek nie weszła w skład nowo powstałego miasta ani gminy)[10]
- 1968 – rozpoczęcie eksploatacji rurociągów produktów naftowych Płock – Koluszki
- 1975 – wybudowanie wiaduktu nad torami kolejowymi
- 1975 – na podstawie zmienionego podziału administracyjnego Koluszki włączono do nowo powstałego województwa piotrkowskiego
- 1976 – amerykańska firma Swindell-Dressler wybudowała odlewnię żeliwa; zakładowi nadano nazwę „Koluszki”
- 14 grudnia 1981 – w odpowiedzi na wprowadzenie w kraju stanu wojennego w Odlewni Żeliwa „Koluszki” wybucha 12 godzinny strajk okupacyjny
- 1999 – Koluszki w województwie łódzkim i powiecie łódzkim wschodnim

## Demografia

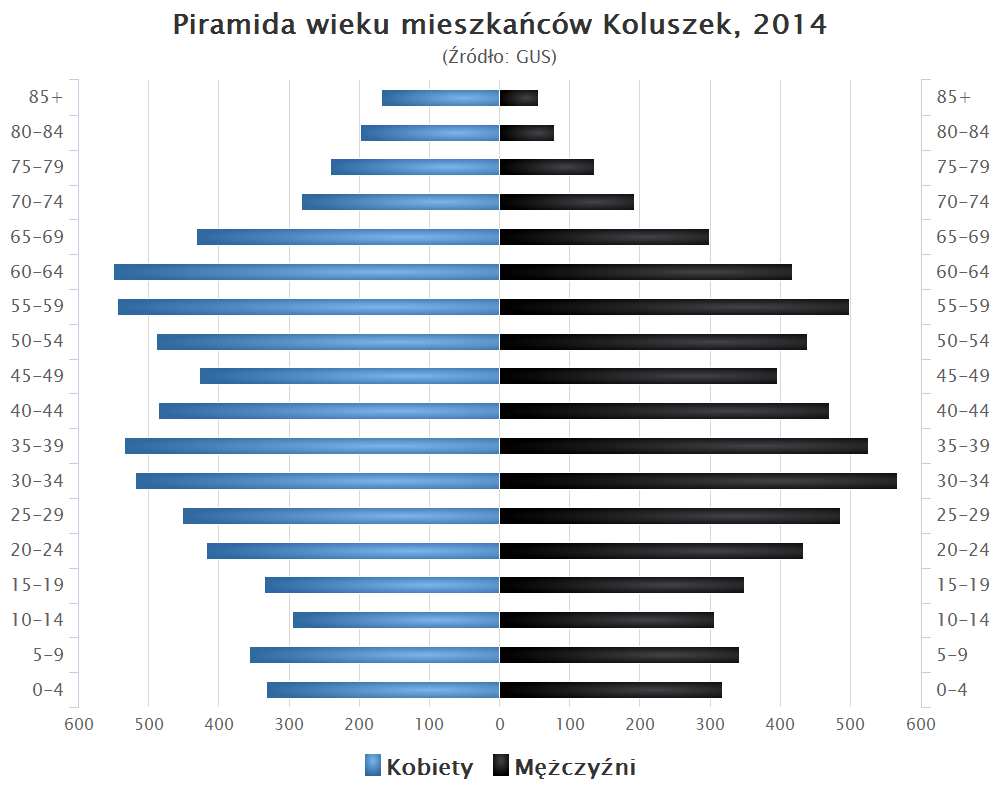
Piramida wieku mieszkańców Koluszek w 2014 roku

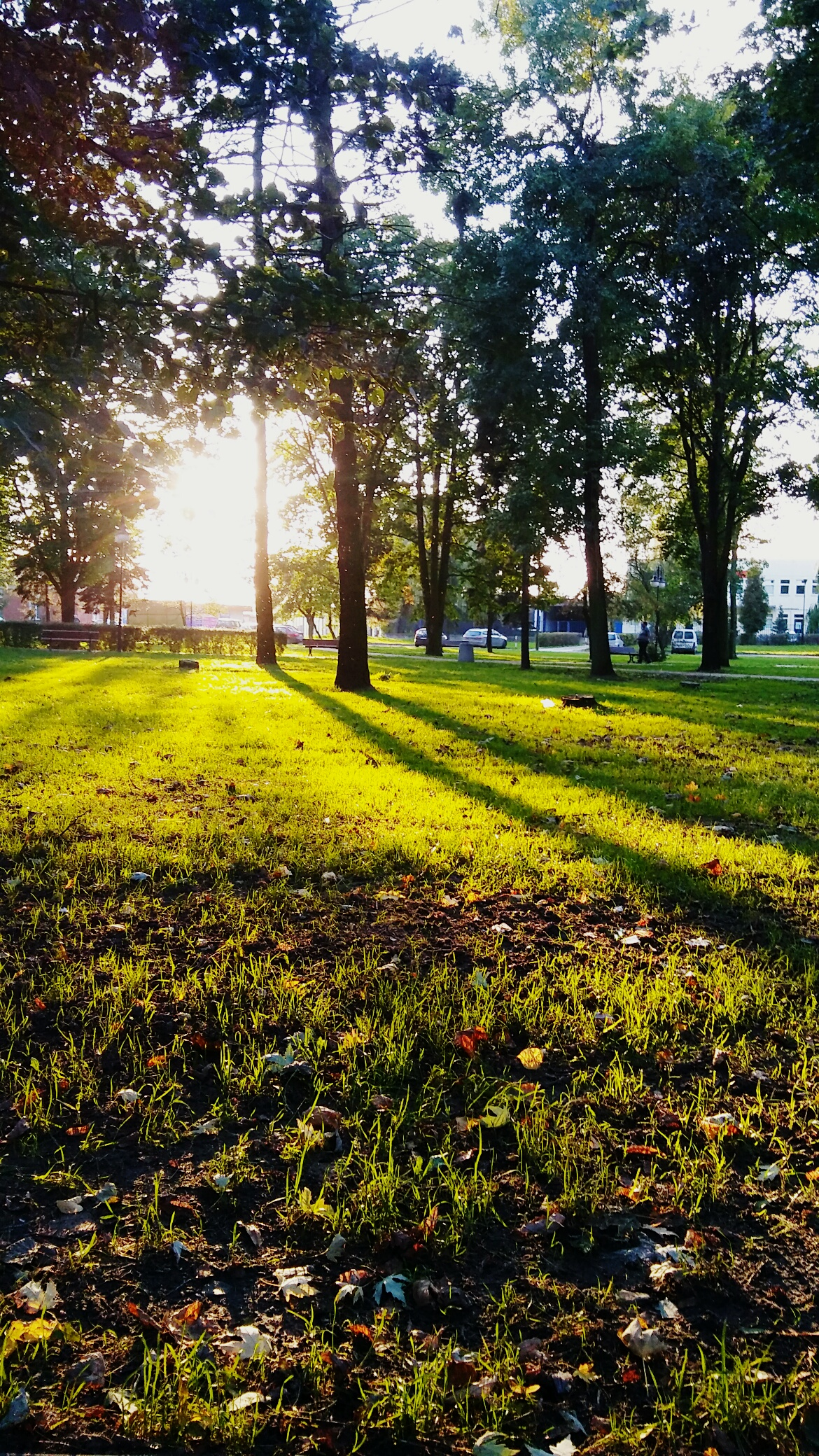
Park miejski z widokiem na przejście podziemne i budynek poczty

Dane z 31 grudnia 2023:
| Opis      | Ogółem | Ogółem | Kobiety | Kobiety | Mężczyźni | Mężczyźni |
| --------- | ------ | ------ | ------- | ------- | --------- | --------- |
| Jednostka | osób   | %      | osób    | %       | osób      | %         |
| Populacja | 12 046 | 100    | 6396    | 53,10   | 5650      | 46,90     |

## Osiedla w Koluszkach

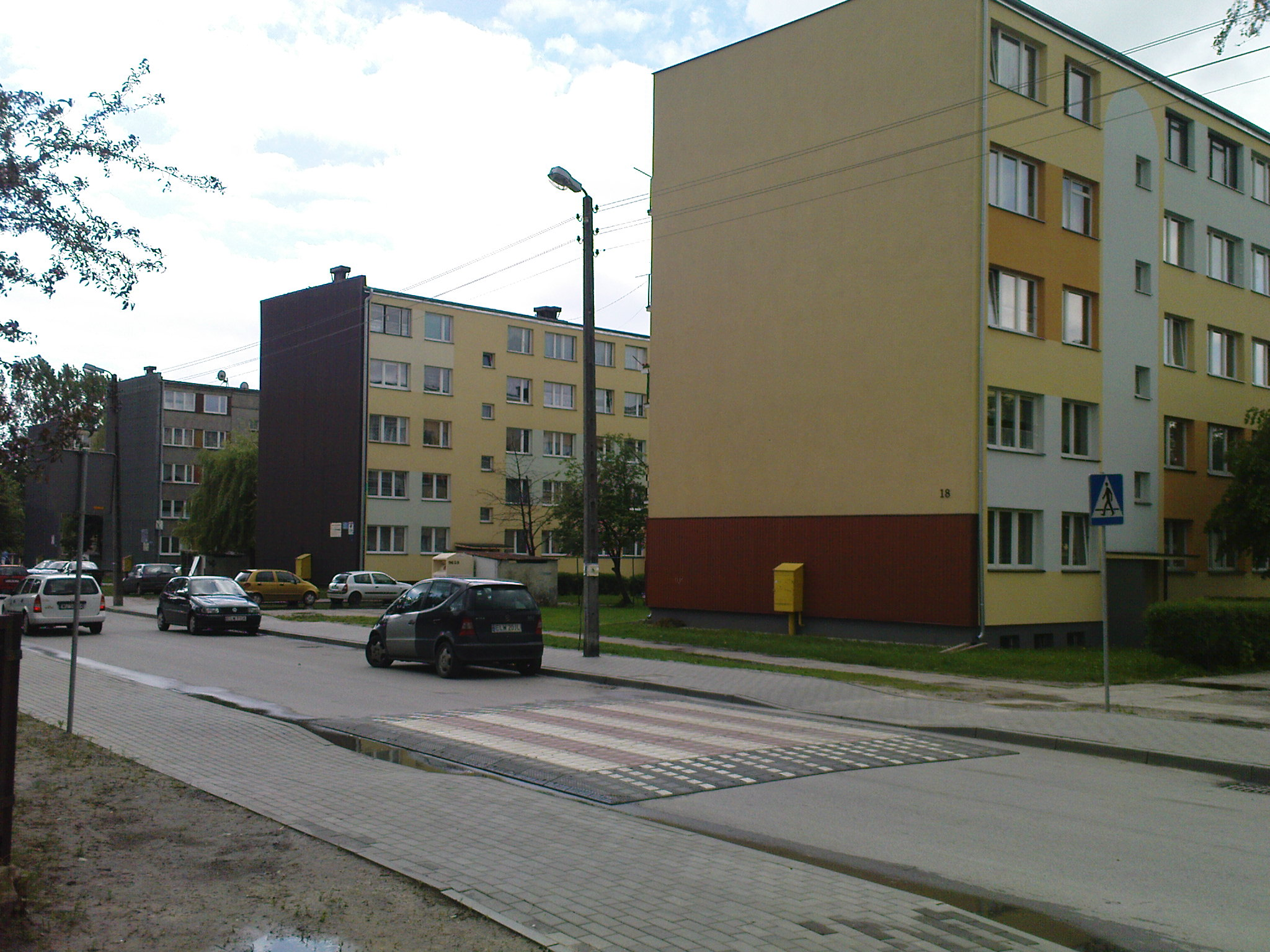
Osiedle Głowackiego

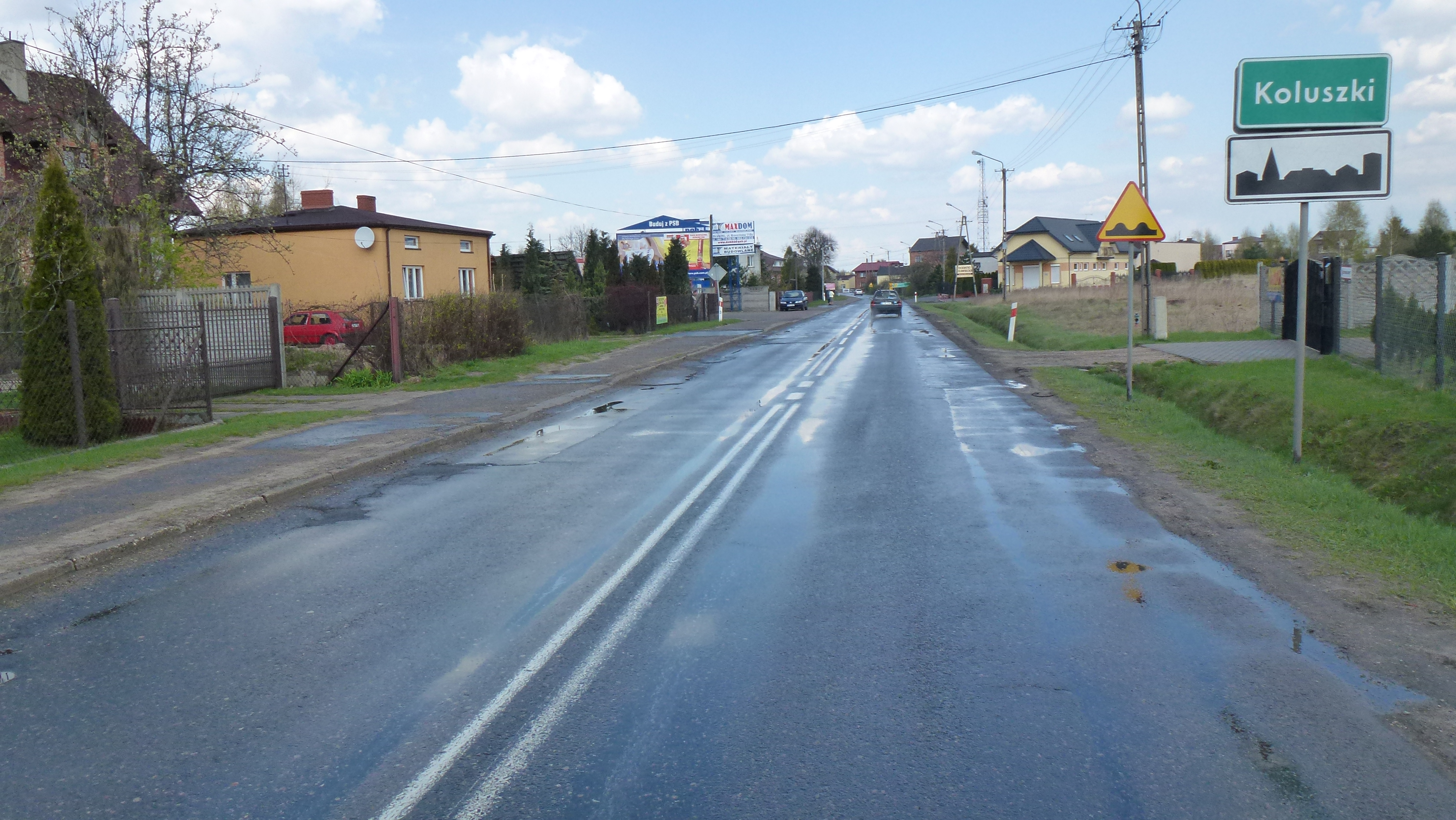
Wjazd do Koluszek (DW 716)

- Osiedle Czarneckiego
- Osiedle Głowackiego
- Osiedle 11 Listopada
- Osiedle Łódzkie
- Osiedle Łódzkie II
- Osiedle Natolin
- Osiedle Staromiejskie
- Osiedle Warszawskie
- Osiedle Zieleń Południe
- Osiedle Sikorskiego
- Osiedle Andersa

## Gospodarka
- Baza paliw płynnych, połączona rurociągiem z rafinerią w Płocku.
- Zakłady norweskiej firmy Kongsberg Automotive, produkcja podzespołów dla motoryzacji (od 2016)[12].
- Centrum Logistyczne LogiQ o powierzchni ponad 15 tys. m/kw i pojemności ok. 30 tys. miejsc paletowych[13].

## Transport

### Transport drogowy
Przez miasto przebiegają dwie drogi wojewódzkie
- droga wojewódzka nr 715: Brzeziny – Koluszki – Budziszewice – Ujazd
- droga wojewódzka nr 716: Koluszki – Rokiciny – Piotrków Trybunalski

### Transport kolejowy
Miasto posiada stację węzłową:

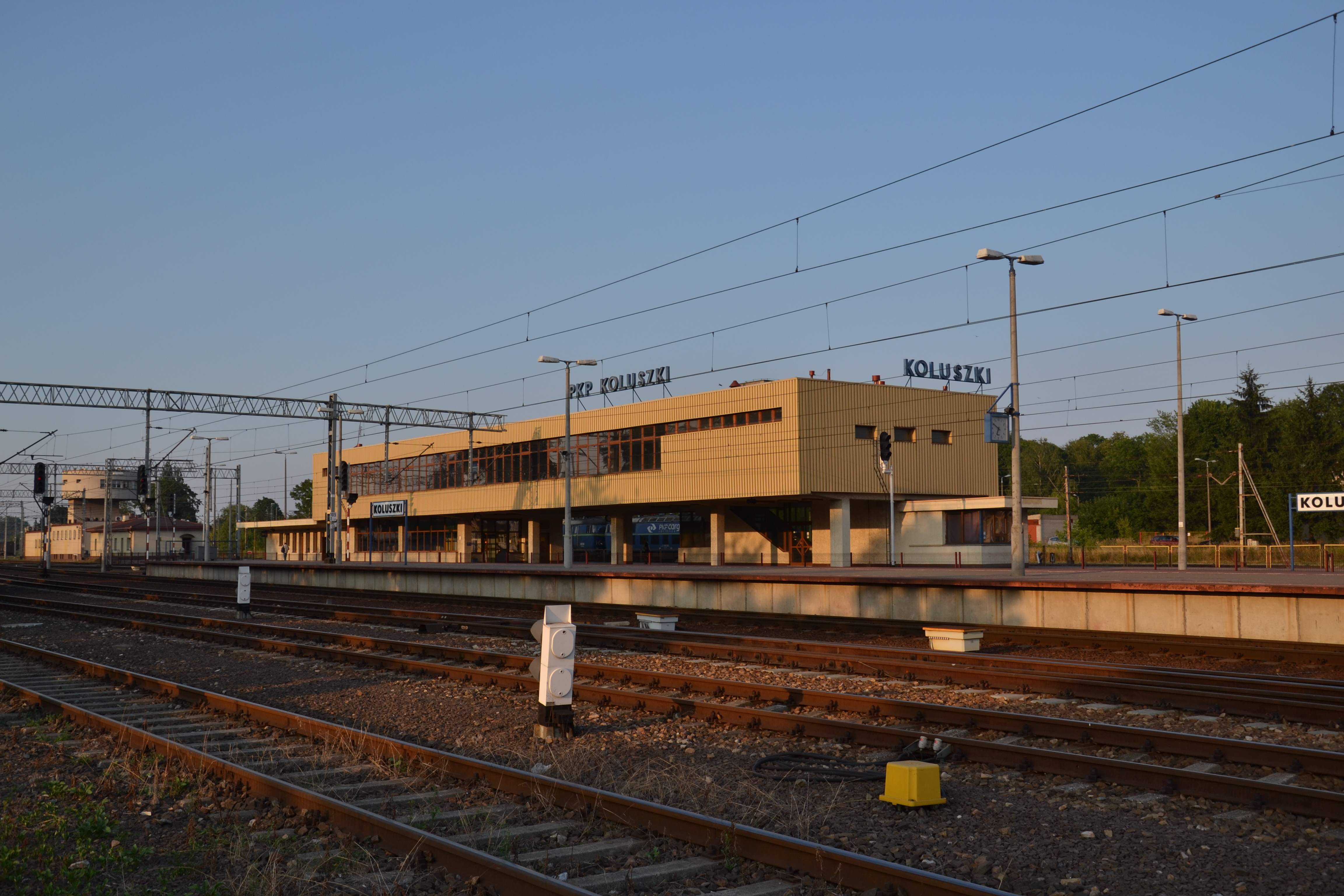
Dawny dworzec w Koluszkach, wyburzony w 2025 roku

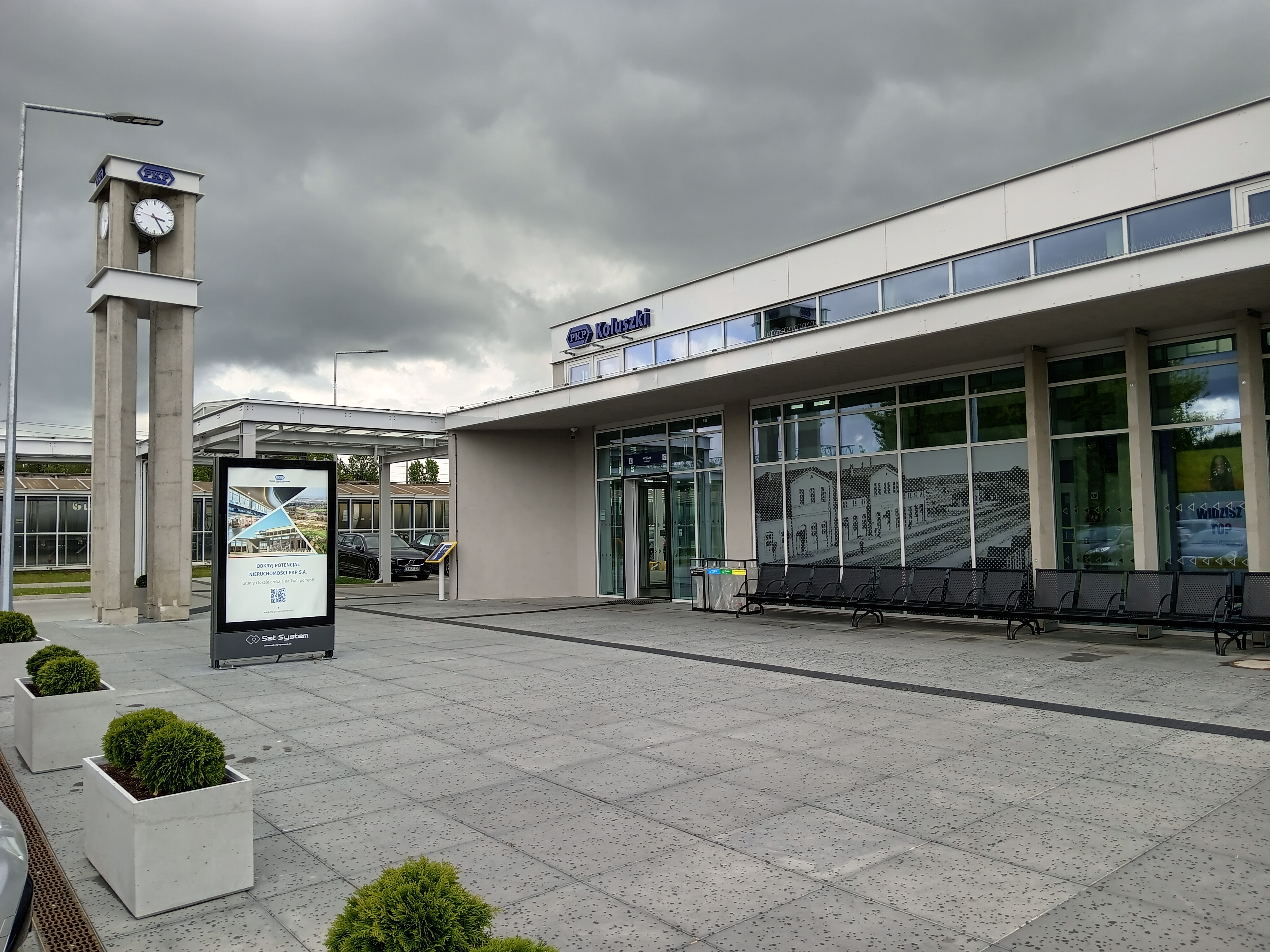
Nowy dworzec kolejowy w Koluszkach

- linia kolejowa nr 1: Warszawa – Katowice
- linia kolejowa nr 17: Koluszki – Łódź Fabryczna
- linia kolejowa nr 534: Koluszki – Mikołajów
- linia kolejowa nr 535: Zieleń – Koluszki

## Oświata
W mieście działają żłobek, 4 przedszkola, 2 szkoły podstawowe, 2 gimnazja (zlikwidowane), oraz 3 szkoły ponadpodstawowe: 1 liceum ogólnokształcące i 2 zespoły szkół ponadpodstawowych, a także Specjalny Ośrodek Szkolno-Wychowawczy:
- I Liceum Ogólnokształcące ul. T. Kościuszki 16
- Zespół Szkół Nr 1[14] ul. Wigury 2
  - Technikum Nr 1 (profile: elektryczny, mechaniczny i handlowy)
  - Szkoła Branżowa
- Zespół Szkół Nr 2[15] ul. Budowlanych 8
  - II Liceum Ogólnokształcące (klasa policyjno-prawna oraz psychologiczno-socjalna)
  - Technikum nr 2 (technik logistyk, mechatronik i elektronik)
- Szkoła Podstawowa Nr 1 im. Tadeusza Kościuszki ul. Zagajnikowa 12
- Szkoła Podstawowa Nr 2 im. Marii Konopnickiej ul. Kościuszki 16
- Przedszkole Nr 1 ul. Budowlanych 10
- Przedszkole Nr 2 ul. M. Reja 5
- Przedszkole Nr 3 im. Czesława Janczarskiego ul. Staszica 36
- Niepubliczne Przedszkole "Mądra Głowa" ul. Kolejowa 1
- Żłobek Miejski ul. Staszica 36
- Filia Żłobka Miejskiego ul. Mickiewicza 8
- Specjalny Ośrodek Szkolno-Wychowawczy (Szkoła Podstawowa Nr 3 i Szkoła Przysposabiająca do Pracy) ul. Budowlanych 8[16]

W ramach Reformy systemu oświaty z 2017 roku zostały zlikwidowane:
- Gimnazjum Nr 1 im. Jana Kochanowskiego
- Gimnazjum Nr 2 im. Kardynała Stefana Wyszyńskiego, ul. Mickiewicza 8

## Inne instytucje w mieście
- Miejski Ośrodek Kultury w Koluszkach
- Zakład Usług Komunalnych
- Ośrodek Sportu i Rekreacji
- Miejsko-Gminny Ośrodek Pomocy Społecznej
- Miejska Biblioteka Publiczna im. Władysława Strzemińskiego
- Biuro Powiatowe Agencji Restrukturyzacji i Modernizacji Rolnictwa
- Komenda Powiatowa Policji powiatu łódzkiego wschodniego z/s w Koluszkach
- Komenda Powiatowa Państwowej Straży Pożarnej powiatu łódzkiego wschodniego z/s w Koluszkach z Jednostką Ratowniczo-Gaśniczą
- Ochotnicza Straż Pożarna w Koluszkach

W Koluszkach znajduje się, jedyny w Polsce, Wydział Niedoręczalnych Przesyłek Poczty Polskiej. Gromadzone są tu przesyłki, których z różnych powodów nie można doręczyć adresatowi ani też zwrócić nadawcy.

## Sport
W mieście działa klub sportowy KKS Koluszki (piłka nożna, klasa okręgowa, gr. piotrkowska) oraz Klub Żeglarski Horyzont.

## Wspólnoty wyznaniowe
- Kościół rzymskokatolicki:
  - parafia Niepokalanego Poczęcia Najświętszej Maryi Panny – ul. 11 Listopada 17
  - parafia św. Katarzyny Aleksandryjskiej – ul. Mickiewicza 40/44
- Świadkowie Jehowy:
  - zbór Koluszki (Sala Królestwa ul. Kasprowicza 7)[17]
- Kościół Starokatolicki Mariawitów w RP:
  - miejscowość zamieszkuje niewielka diaspora należąca do parafii Matki Boskiej Szkaplerznej i św. Wojciecha w Lipce

## Ludzie związani z Koluszkami
W Koluszkach w latach 1927–1931 mieszkał Władysław Strzemiński z Katarzyną Kobro. Strzemiński uczył rysunku w tutejszych szkołach, a pamiątką po jego pobycie jest pomnik ku czci odzyskania niepodległości przedstawiający orła projektu artysty z początku lat 30. XX w. Pomnik został zniszczony przez Niemców w 1939 r. i obecnie zrekonstruowany. Strzemiński ma także swoją ławeczkę koło Biblioteki Miejskiej.

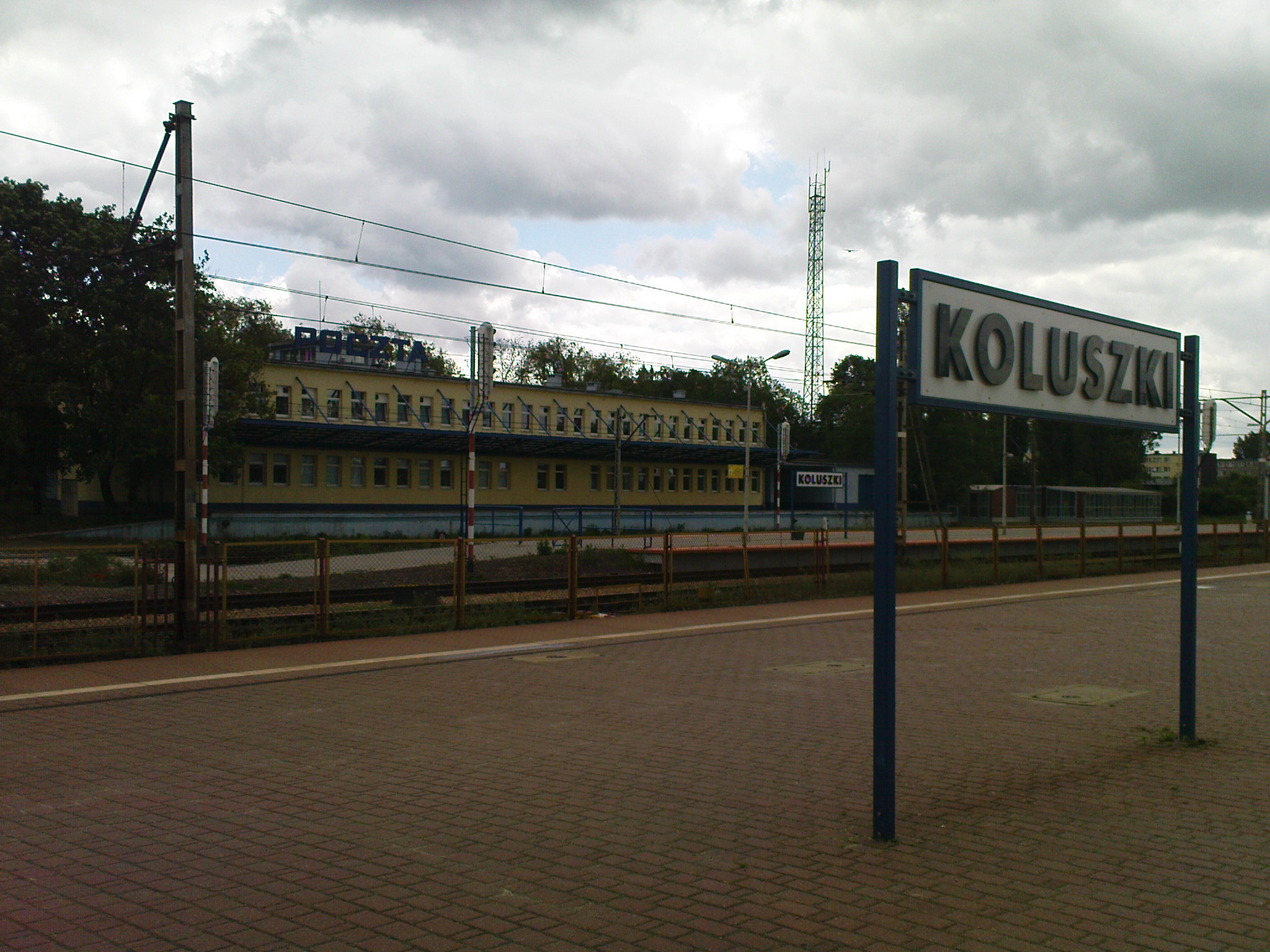
Poczta Polska widziana z peronu koluszkowskiego dworca

## Zobacz też

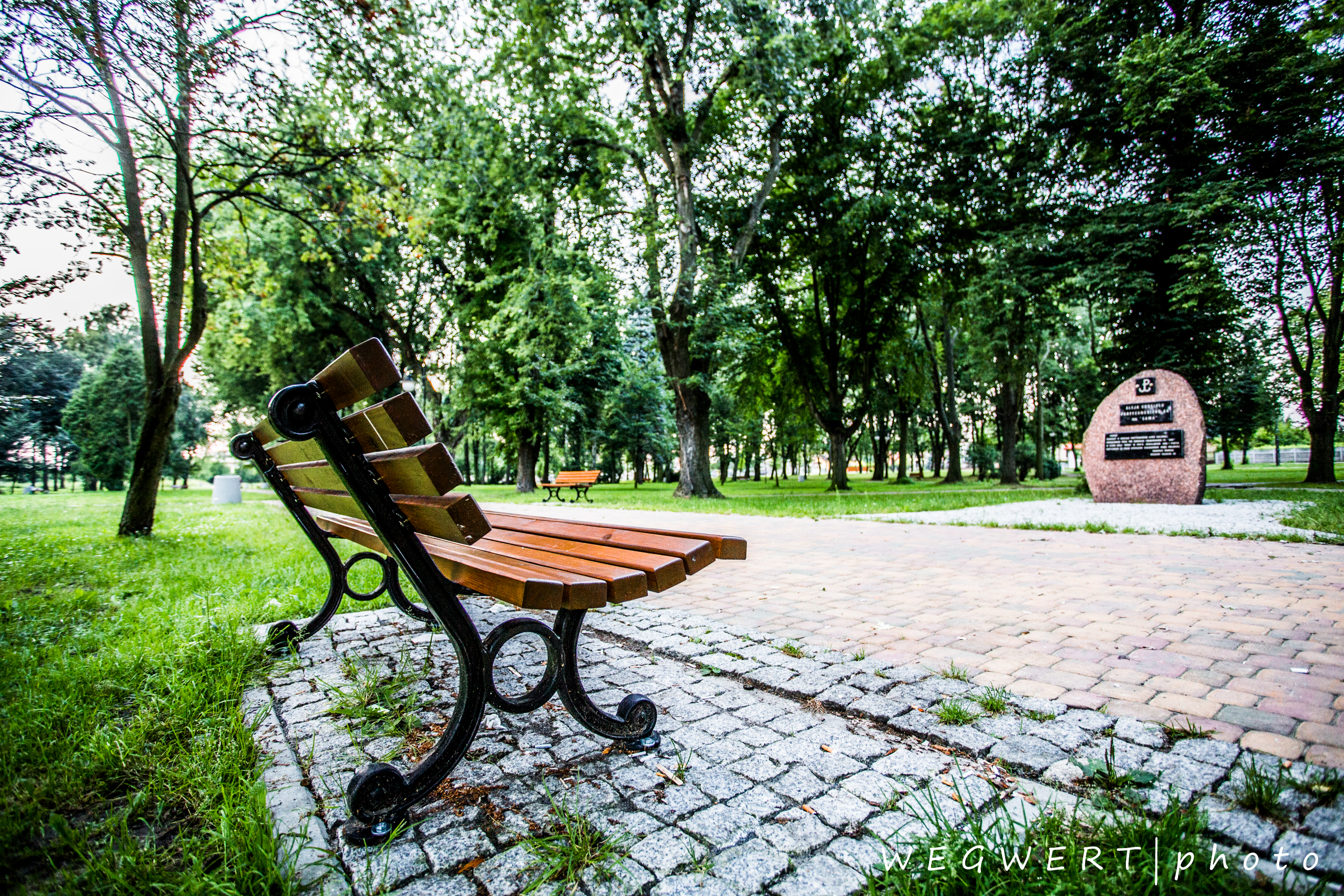
Park w Koluszkach